# M. Roma Volley
Maillots
La M. Roma Volley est un club italien de volley-ball, fondé en 2006 et basé à Rome, et évoluant pour la saison 2011-2012 en Serie A1 (première division).
Après sa création en 2006, le club obtient directement les droits d'accession à la Serie A1 à la place du club de Crema.

## Palmarès
- Coupe de la CEV masculine : 2008
- Serie A2 : 2010

## Effectif actuel
Entraîneur : Andrea Giani  Italie ; entraîneur-adjoint : Mauro Budani  Italie

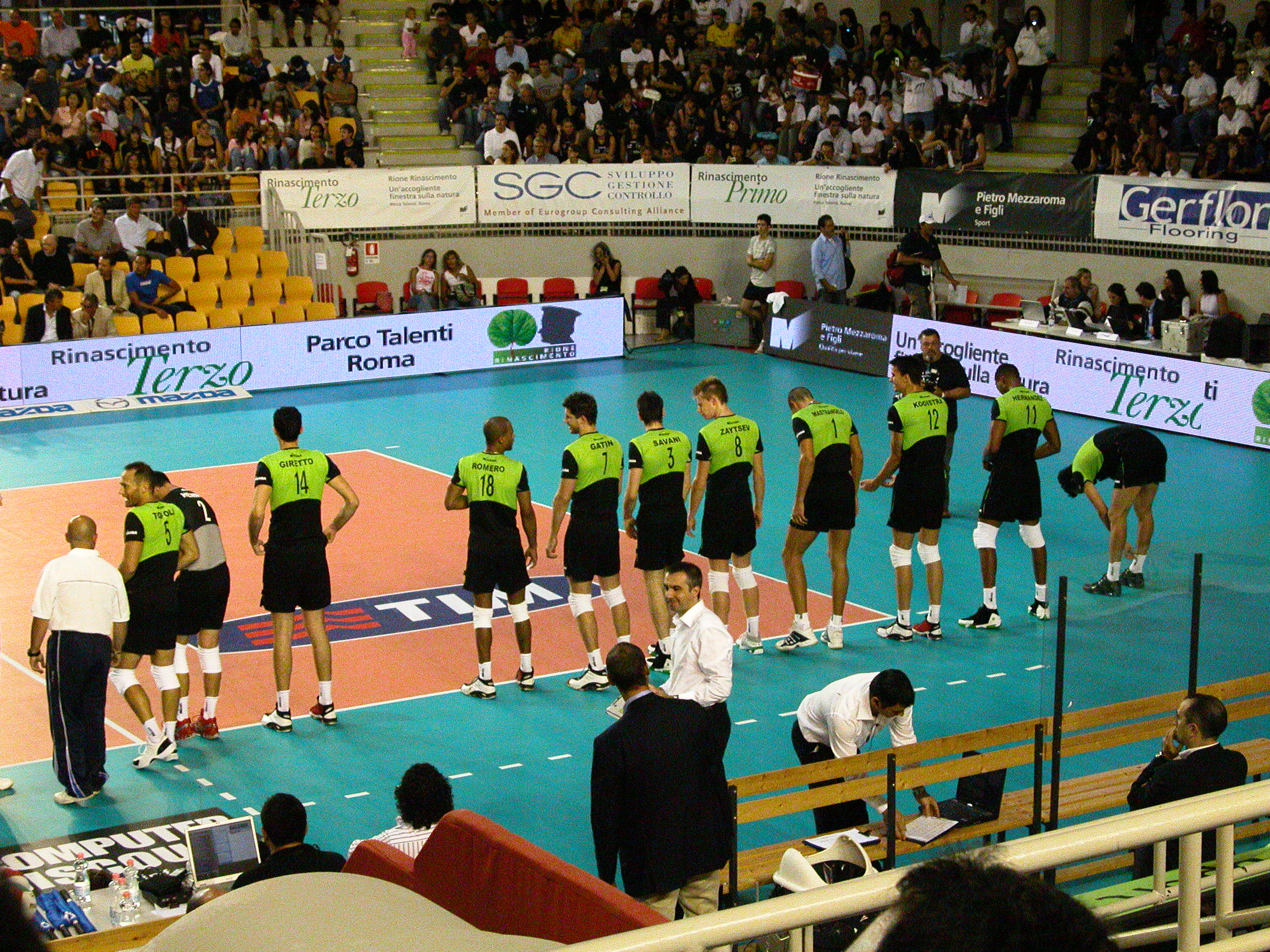
Le club lors de son premier match à domicile, en 2006

| No | Nom                 | Taille | Nationalité        | Position  |
| -- | ------------------- | ------ | ------------------ | --------- |
| 1  | Martin Lebl         | 2,01 m | République tchèque | Central   |
| 2  | Travis Passier      | 2,05 m | Australie          | Central   |
| 3  | Adriano Paolucci    | 1,90 m | Italie             | Passeur   |
| 4  | Alessandro Paparoni | 1,91 m | Italie             | Libero    |
| 8  | Gabriele Maruotti   | 2,02 m | Italie             | Attaquant |
| 9  | Ivan Zaytsev        | 2,02 m | Italie             | Attaquant |
| 10 | Davide Bonifante    | 1,88 m | Italie             | Passeur   |
| 11 | Milan Bencz         | 2,06 m | Slovaquie          | Pointu    |
| 12 | Leonardo Puliti     | 1,99 m | Italie             | Attaquant |
| 13 | Mirko Corsano       | 1,91 m | Italie             | Libero    |

## Entraîneurs
- 2009-2012 :  Andrea Giani
- Daniele Bagnoli : 1997-1998